# Pierre Robin (judoka)
Pierre Alexandre Robin (Enghien-les-Bains, 1 de noviembre de 1982) es un deportista francés que compitió en judo.
Ganó una medalla de bronce en el Campeonato Mundial de Judo de 2005 y una medalla de bronce en el Campeonato Europeo de Judo de 2008, ambas en la categoría de +100 kg.

## Palmarés internacional
| Campeonato Mundial | Campeonato Mundial | Campeonato Mundial | Campeonato Mundial |
| Año                | Lugar              | Medalla            | Categoría          |
| ------------------ | ------------------ | ------------------ | ------------------ |
| 2005               | El Cairo (Egipto)  | Medalla de bronce  | +100 kg            |
| Campeonato Europeo |                    |                    |                    |
| Año                | Lugar              | Medalla            | Categoría          |
| 2008               | Lisboa (Portugal)  | Medalla de bronce  | +100 kg            |